# Sinfonietta (Halffter)
La sinfonietta para orquesta en re major va ser composta per Ernesto Halffter el 1925 i es pot considerar una de les primeres obres de l'estil neoclàssic dins del panorama espanyol, coincidint en el temps amb la belle époque.
La composició de la simfonietta hagués tingut, possiblement, un altre caire si no hagués passat repetides vegades per les correccions del seu únic mestre: Manuel de Falla. Amb aquesta obra, Halftter va guanyar el Premi Nacional de música d'Espanya (1925).
Ernesto Halffter emmarcava la seva obra en un ambient cortesà i a la vegada popular i jocós del segle xviii a Espanya.

## Instrumentació
Val la pena dir la instrumentació utilitzada per Halffter en aquesta obra i que és la següent (trascrita directament de la partitura):
| VENT-FUSTA        | VENT-METALL   | CORDES                            | PERCUSSIÓ       |
| ----------------- | ------------- | --------------------------------- | --------------- |
| 1 flauta          | 2 trompa en F | violí I + I violí solista         | Timpani         |
| 1 oboeè           | 1 trompa en C | violí II                          | 1 tamborí       |
| 1 clarinet en sib | 1 trombó      | viola                             | 1 tamborí petit |
|                   |               | violoncel + I violoncel solista   |                 |
|                   |               | Contrabaix + 1 contrabaix solista |                 |

## Comentaris estilístics sobre l'obra
L'obra comença de forma imponent i rica en timbres, apareixent en molt pocs compassos tots els instruments, amb cordes dobles, redobles de tambor, i unes línies sonores molt clares. La tonalitat de Re major està establerta just al començar.

### Pastoral
Partim de la idea que l'estructura de l'exposició del primer moviment de la Sinfonietta pot ser interpretada de dues maneres: o bé entenent que està integrada per dos grups de temes diferents o per altra banda que aquests dos temes provenen del mateix material temàtic, amb algunes variants afegides.
S'inicia l'obra amb la "Pastorela". El tema A d'aquesta apareix en les tres seccions de l'exposició, tot i això, no apareix exactament igual a la reexposició..
En ser el moviment politemàtic, s'associa més fàcilment al Classicisme que al període de Barroc tardà. No obstant, no podem oblidar que la Simfonietta de Halffter és una obra neoclàssica no clàssica o de barroc tardà, sense haver per tant d'imitar literalment alguna d'aquestes dues corrents.
La part central del desenvolupament s'allunya de l'atmosfera neoclàssica a una més aviat nacionalista. El resultat és molt exòtic, amb una barreja d'escala de tons al ascendir, i baixar amb una escala frigia. Els ornaments i el redoble del tambor petit accentuen les referències "andaluses".

### Adagio
L'Adagio te l'estructura de la forma lenta tripartita (A-B-A'). En aquest moviment podem apreciar un caràcter monotemàtic que apareix de nou en moltes formes del barroc tardà i també clàssiques, com en algunes obres de Joseph Haydn.
Es pot observar un tema principal, amb el que es fan algunes variants durant el discurs expositiu. Abans i després del tema principal hi ha, respectivament, un tema introductiu i un tema episòdic, sense arribar a tenir cap dels dos una importància transcendental en l'exposició.

### Allegro vivace
El tercer moviment és un minuetto-trío. és el més clar i senzill d'entendre, tant la seva estructura com la pròpia orquestració. Pràcticament no hi ha modulacions.
Al igual que les formes anteriors, el minuetto s'estableix en tres seccions sent la segona un Trío i la tercera un simple volta sense repetició a la primera.

### Allegro giocoso
És un rondó-sonata, aquesta forma té l'estructura global d'un primer moviment de sonata en tres parts, sense oblidar per altra banda la peculiaritat d que el seu desenvolupament és protagonitzat per un nou tema per a després tornar a la primera secció.
El jovial i festiu estan presents des dels primers compassos d'aquest "Allegro giocoso". Subconscientment, pot relacionar-se amb algunes antigues festes populars d'Espanya. En varis moments d'aquest últim moviment sembla que hi ha una intenció d'autor per imitar el rasqueig d'una guitarra.

## Crítica i estrena
A continuació hi ha dues ressenyes periodístiques publicades el 6 d'abril de 1927, i referides a la seva estrena, la qual passà el dia anterior. Aquestes crítiques pertanyen a Adolfo Salazar (El Sol, Madrid) i a Juan Brezo (La Voz, Madrid).
<...mientras en Halffter es artículo de fe la adhesión sustancial a toda la gran música del pasado- el sentimiento consciente de la "continuidad histórica"-, los músicos extranjeros de su edad creyeron preferible cortar todo lazo de unión con sus antecesores..., para volver en seguida mohinos por la esclera de servicios>.
És comprensible que la crítica escrita d'Adolfo Salazar provoqués polèmica, sense ocultar els seus pensaments més personals: molts d'ells arrebossats d'entusiasme, i altres llançats com fletxes per a respondre de forma antagònica.
De forma més compromesa, el mateix articulista confronta a Halffter amb Stravinsky:
<...mientras éste [Stravisky] toma directamenta el texto de Pergolesi y lo inyecta de sustancias modernas Halffter al revés, viste su propia modernidad de un ropaje exterior cuyo color de influencia evoca más o menos claramente, el siglo XVIII. El resultado es de una belleza imonderable>.
També fou molt positiva la crítica de Mantecón de l'estrenada simfonietta.
<...nada hay inútil ni vacío en esta obra de Halffter; todo llega con exigencias de necesidad, y como en él, la flora variadísima que lo puebla no surge arbitraria y caprichosa sino dentro de un plan y orden que presentimos, sin necesidad de analizar; ^[...]
El ayer en la Sinfonietta" el rico contenido melódico que mira hacia Mozart la frondosa polifonía que se engancha en Bach; lo actual es su vestido armónico e instrumental, acaso su lógica constructiva; [...]>.